# Giuseppe Crispi
Pour les articles homonymes, voir Crispi.
Giuseppe Crispi (Palazzo Adriano, 30 juillet 1781 - Palazzo Adriano, 10 septembre 1859) est un évêque catholique et philologue italien d'origine albanaise.
Figure importante de la communauté albanaise de Sicile (Arbëreshe) au XIXe siècle, il est prêtre de rite byzantin, philologue, érudit grec et albanologue de renom, auteur de plusieurs études sur la langue albanaise, les Albanais et leur origine pélago-Ilyrienne. Recteur du Séminaire italo-albanais de Palerme, il est l'évêque ordonnateur des fidèles albanais de rite oriental de l'île et évêque titulaire de Lampsaque (de)
Il est l'oncle de Francesco Crispi.

## Biographie
Giuseppe Crispi est né le 30 juillet 1781 à Palazzo Adriano. Il termine ses études au Séminaire italo-albanais de Palerme, ayant parmi ses professeurs Nicola Chetta, Giovanni Meli et Francesco Nascè.
Le 26 mai 1808, Giuseppe Crispi est consacré prêtre de rite grec de la communauté italo-albanaise de Sicile.
Il occupe le poste académique de professeur de littérature grecque ancienne à l'université royale de Palerme, après avoir remporté le concours pour ce poste en 1813.
Il est recteur du Séminaire italo-albanais de Palerme et évêque titulaire de Lampsaque (de) à partir de 1836, succédant à Francesco Chiarchiaro dans cette dernière fonction. Au "panthéon" des hommes illustres de Sicile dans l'église San Domenico de Palerme se trouve un médaillon commémoratif en marbre dédié à Giuseppe Crispi et placé là à l'initiative de son ami Agostino Gallo.
Le principal ouvrage de Crispi s'intitule Memorie sulla lingua Albanese (Souvenirs sur la langue albanaise), publié en 1831 à Palerme. Cet ouvrage constitue la première monographie sur la langue albanaise. Selon Crispi, la langue albanaise est étroitement liée aux langues pélasgienne, macédonienne et proto-éolienne, selon Conrad Malte-Brun, et est donc considérée comme un ancêtre du grec, une langue qui, selon Crispi, a perdu ses connotations originelles. Cette monographie influence les positions d'autres auteurs d'Arbëreshë, comme Giuseppe Schirò, qui s'en sert pour rédiger son ouvrage Rapporti tra l'Epiro e il Regno delle due Sicilie (1834). D'autres travaux de Crispi concernent la culture et l'histoire de la communauté Arbëreshe en Sicile.